# Juridisk Selskab
Juridisk Selskab (JUS) er en apolitisk fest- og foredragsforening for jurastuderende ved Aarhus Universitet. Juridisk Selskab arrangerer årligt studieture, virksomhedsbesøg og JUS-fester. Foreningen blev stiftet i 1977.
Foreningen er styret af en bestyrelse bestående af 11-13 studerende samt to kandidater. Valgperioden er to år, og bestyrelsen træder sammen ved den årlige generalforsamling i februar. Nuværende formand er Mie Blak.

## Nordiske søsterforeninger
Som medlem af "Det Nordiske Samarbejde" har Juridisk Selskab en række søsterforeninger i hele Norden. Dette medfører hvert år Nordisk Uge, hvor medlemmer fra andre foreninger besøger Århus.
- Sverige:
  - Juridiska Föreningen vid Stockholms Universitet
  - Juridiska Föreningen i Uppsala

- Finland:
  - Lex, Turku
  - Pykälä, den finske forening i Helsinki
  - Codex, den svenske forening i Helsinki
  - Artikla, Rovanierni
  - Justus, Vaasa

- Island:
  - Orator, Reykjavik

- Norge:
  - Juristforeningen, Oslo
  - Juristforeningen, Bergen

## Æresmedlemmer
- Torben Jensen, tidligere højesteretsdommer.
- Carl Åge Nørgaard, tidligere præsident for menneskerettighedsdomstolen.
- Robert Pourvoyeur.
- Steffen Ebdrup, Partner, Holst, Advokater.
- Jesper Aa. Rasmussen, Partner, Kromann Reumert.
- Jesper Hedegaard, Partner, Advokatfirmaet Interlex.
- Henrik Skaarup
- Jeppe Lefevre Olsen, Partner, Kromann Reumert.
- Brian Jacobsen, Jurist, Region Syddanmark
- Christina Delfs Legaard Toustrup, Transaction Manager, Obton
- David Kastberg Reimann, Chefkonsulent, Aarhus Kommune
- Svend Bjerregaard, Partner, Holst, Advokater

## Tidligere formænd
- Helena Elisabeth Brinck, 2021-2022
- Silke Høgh, 2020
- Rasmus Keval Jørgensen, 2019
- Emma Lauritsen, 2018
- Mads Dam Lyby, 2017
- Lars Christian Iversen, 2016
- Anders Torleif Albæk Pedersen, 2015
- Peter Vasard Boesen, 2014
- Alexander Ørndrup Gantzler, 2013
- Ole Bille Petersen, 2012
- Søren Buskbjerg Sneftrup, 2011
- Kristian Haagen Larsen, 2010
- David Kastberg Reimann, 2009
- Thomas Niemann, 2008
- Rikke Poulsen, 2007
- Helle Muff Højbjerg Jensen, 2006
- Svend Bjerregaard, 2005
- Brian Jacobsen, 2004

- (Ikke udtømmende liste. Se kildehenvisning)